# Sony DT 18-70mm f/3.5-5.6
Sony DT 18-70mm f/3.5-5.6 – obiektyw w pierwotnej wersji zaprojektowany przez Konica Minolta, aktualnie dostępny w ofercie Sony. Posiada on bagnet Minolta AF dzięki czemu współpracuje również z korpusami systemu Sony Alfa. Oznaczenie DT oznacza, że obiektyw ten zaprojektowany został do współpracy z matrycami APS-C. Przy powiększeniu 1,5x ekwiwalent długości ogniskowej wynosi 27–105mm.
Obiektyw ten sprzedawany był w zestawach Sony α100K, α100W, α200K, α200W, α300K, α350W i α700K jako obiektyw podstawowy (tzw. "kit").